# レンフェ120系電車
レンフェ120系電車（れんふぇ120けいでんしゃ、スペイン語: Serie 120 de Renfe）はスペインのCAFが製造し、レンフェ（スペイン国鉄）の高速列車アルビア向けに導入された軌間可変対応の電車である。

## 概要
本形式はCAF製のモニター付軌間可変車軸(Bogie Rodadura de Ancho Variable,BRAVA)を採用し、高速新線の標準軌と在来路線の広軌(イベリアゲージ)間に設けられた切替区間を停車することなく、1分間で台車の軌間変更を行うことが出来る。104系電車をベースにしており、4両編成全車が電動車である。駆動用電動機は各車両の床下に2台装架されていて、カルダンジョイントにより各台車の車体中央寄りの1車軸を駆動する。軌間可変は車軸に沿って車輪が移動する方式が採用され、車軸はスプラインで駆動力を伝達する。120系は高速新線と在来路線の両区間を走行出来るよう軌間可変が可能な他に、複電圧に対応しており、高速新線上では最高250km/h、在来路線上では220km/hでの走行が可能である。短い4両編成の構成によって高速新線から在来路線区間へのきめ細かい輸送に対応している。
レンフェでは57編成を発注し、2005年より1次車12編成の受領を開始した。続いて、2次車以降の45編成を順次受領している。現在、29編成が運用に就いており、アトーチャ駅 - フランサ駅間にマドリード＝バルセロナ高速線(LAV Madrid-Barcelona)経由で2005年以降投入されている。2008年以降、若干の編成は490系を使用し輸送力が不足気味のアラリスの増強用に運用されている。編成定員は237名で、ビジネスクラスにあたる1等車のプレフェレンテ(Preferente)が81名、エコノミークラスにあたる2等車のトゥリスタ(Turista)が156名の構成である。他にカフェテリアの飲食設備を備えている。座席にはコンセントプラグを装備しておらず、カフェテリアと客室に清掃用などに使う220V/16Aの業務用プラグを備えている。
2008年9月15日より120系によるマドリード - バレンシア/カステリョン - マドリード間の運用が130系に置き換えられた。120系の新たな運用区間であるバルセロナ - ビーゴ間では高速新線経由で従来の急行列車に比べると片道2時間30分ほどの所要時間の短縮となっている。2006年後半からトルコ高速鉄道のアンカラ - イスタンブール用に10編成が輸出され、トルコ国鉄のHT65000系として導入された。これらは軌間可変電車ではなく標準軌専用で最高速度260km/hの高速車両として導入されている。